# In het spoor van de vos
In het spoor van de vos is een vijfdelige boekenserie van de Britse schrijfster Ali Sparkes. De serie speelt zich af in Engeland, en volgt het leven van een jongen genaamd Dax Jones. Dax is een van de KOM's, of Kinderen van Onbeperkte Mogelijkheden, tieners die in het bezit zijn van verbazingwekkende bovennatuurlijke krachten. Deze kinderen wonen in een school genaamd KOM Club, waar ze worden getraind in het gebruik van hun bevoegdheden. In het eerste en tweede boek is de KOM Club gelegen in het Tregarren College, een grote, geïsoleerde school in Cornwall. Op het einde van boek 2 is de school echter verwoest. Enkel de eerste twee boeken(De Gedaanteverwisseling en Drijfjacht) zijn naar het Nederlands vertaald. Op The Shapeshifter verschijnt er nog een spin-offserie, genaamd Unleashed, die bestaat uit 5 boeken en in de periode van augustus 2012 tot april 2014 uitkomt in het Engels.

## Inhoud

### De gedaanteverwisseling(Finding the Fox)
Wanneer Dax Jones ontdekt dat hij de bevoegdheid heeft om zich in een vos te veranderen, komt er een mysterieuze man van de regering die hem brengt naar een geheime school waar KOM's (Kinderen met Onbegrensde Mogelijkheden) worden opgeleid. Op deze school maakt Dax snel vrienden, en voelt hij zich meer thuis dan ooit tevoren. Maar andere, meer duistere krachten hebben interesse getoond in deze begaafde kinderen, en al snel bevindt Dax zich in verschrikkelijk gevaar.

### Drijfjacht(Running the Risk)
Dax Jones begint te wennen aan zijn nieuwe leven op Tregarren College. Echter, wanneer hij teruggaat naar de school, na een kort verblijf in Lisa Hardmans landhuis, ontdekt hij dat een verbluffende verrassing op hem wacht, in de vorm van Gideons verloren gewaande broer en zus Luke en Catherine. Echter, deze nieuwkomers zijn niet het enige waarover Dax zich zorgen over hoeft te maken; iets brengt een vreemde lethargie op de andere KOMs, en het lijkt alleen maar erger te worden. Wanneer hij zijn vrienden probeert te waarschuwen, denken ze allemaal dat hij paranoïde raakt, waardoor hij alleen het gevaar moet bestrijden.

### Going to Ground
Na de gebeurtenissen van drijfjacht, worden Dax en de andere KOM's naar huis gestuurd om te herstellen. Echter, gedurende deze onderbreking, Lisa heeft een visie die haar waarschuwt dat Gideon in dodelijk gevaar is. Zij en Dax proberen hem te redden, enkel om uit te vinden dat hij in feite niet in enige vorm van gevaar is - althans nog niet. Maar vreemd en onverklaarbaar elektrische storingen vinden plaats in heel het land, en de regering lijkt te denken dat Gideon krachten daarvoor verantwoordelijk zijn. Nu zullen ze er alles aan doen om hem te vinden en de dreiging die ze denken dat hij vormt te onderdrukken. Gideon, Dax, Lisa en Mia, reizen door het hele land, om zo hun achtervolgers kwijt raken. Ze gaan tegelijkertijd ook op zoek naar de werkelijke oorzaak van deze elektrische evenementen om zo Gideons naam te zuiveren.

### Dowsing the Dead
In het spoor van de vos-serie wordt vervolgd met Dax en zijn vrienden die intrek nemen in hun nieuwe geheime schuilplaats in het Lake District. De plaats is gefortificeerd, zodat de Kinderen met Onbeperkte Vermogens niet opnieuw zullen worden bedreigd. Na alles wat er is gebeurd, kijkt Dax uit naar een rustige tijd - ze bouwen een boomhut en veranderen in een vos of een valk en verkennen het landschap. Maar niet alles is goed in de geestenwereld - vreemde berichten komen door en Dax, Gideon, Lisa en Mia moeten opnieuw hun krachten bundelen. Kunnen de berichten afkomstig zijn van Luke en Catherine, Gideons dode broer en zus? Misschien zijn ze zelfs nog in leven? In dat geval moeten ze Luke uit Catherines duivelse klauwen redden - maar is Dax eigenlijk wel partij voor haar?

### Stirring the storm
In deze spannende finale verhuizen Dax en zijn vrienden naar het platteland in een poging om hun identiteit geheim te houden, maar zijn de speciale krachten die ze vervoeren hun bondgenoten, of worden de Kinderen met Onbeperkte Vermogens als marionetten gebruikt in een veel groter spel? Het draait opnieuw om Dax - hem willen ze het liefst grijpen. Maar wie zijn "ze"? En wie is het brein achter dit meesterplan?
Dax moet voorkomen dat zijn vrienden als slaven aan de hoogste bieder worden verkocht, en moet tegelijkertijd uitvinden wie zijn moeder werkelijk is, en waardoor hij en zijn vrienden deze verbazingwekkende krachten bezitten.

### Miganium
Dit verhaal is een spin-off van de In het spoor van de Vos-eries. Dit boek gaat over een personage dat in boek 4 en 5 verschijnt: Tyrone. Tyrone heeft telekinetische krachten, en omdat hij geen KOM is wil iedereen graag weten waar hij zijn krachten vandaan heeft. In dit verhaal is Tyrone 12 jaar.
Oorspronkelijk is dit boek onder de titel Miganium door Sparkes zelf uitgegeven en niet bij een uitgever. In 2012 kwam het boek echter opnieuw uit bij Sparkes' gewone uitgeverij, Oxford University Press, met een nieuwe kaft én een nieuwe titel: Out of this World.
Plot: Nadat Tyrone een raar metaalachtig stuk rots in de bossen heeft gevonden, verandert zijn leven voor altijd. Miganium geeft hem de krachten om dingen alleen met zijn bewustzijn te laten bewegen. Maar voor zo'n kracht is er een prijs te betalen, en al snel moet Tyrone op de vlucht met zijn beste vriend (en boswachter) Sam. Achtervolgd door twee zwartgeklede overheidsfiguren die hem het koste wat kost gevangen willen nemen.
Als Tyrone en Sam willen uitzoeken hoe het komt dat Tyrone zijn "krachten" heeft gekregen ontdekken ze dat er ook andere mensen zijn die deze gave bezitten. Op de vlucht vinden ze een gepensioneerde soldaat, een gestreste kapster, en een punker die allemaal de krachten van het Miganium bezitten. En allemaal vragen ze zich hetzelfde af... waarom geef die steen alleen hen die kracht? En wie is die man in een joggingpak die hen achtervolgt?

## Voornaamste personages

### Dax Jones (Daxesh Robert Jones)
Dax is de hoofdpersoon van de serie. Hij heeft het vermogen om te veranderen in een vos en een valk. Hij woont samen met zijn wrede stiefmoeder en vriendelijk maar verwende halfzus. Zijn vader lijkt weinig interesse in hem te hebben.
(Dax is de hoofdrolspeler in In Het Spoor Van De Vos.)

### Gideon Reader (Gideon Michael Reader)
Gideon bezit telekinetische krachten en is Dax zijn beste vriend. Hij is eerlijk en sportief, en heeft veel sproeten. Gideon voetbalt graag en eet constant chocolade. Hij en zijn vader wonen alleen met hun hobby-vogels, totdat ze ontdekken dat Gideon een lang verloren broer en zus heeft, genaamd Luke en Catherine.
(Unleashed 2: Mind Over Matter gaat over Gideon - en Luke.)

### Lisa Hardman
Lisa is wichelroedeloper, medium, helderziend en telepaat. Ze is aanvankelijk zeer afkerig van haar identiteit als KOM, maar na de gebeurtenissen van het eerste deel, begint ze in het reine te komen met haar krachten. Lisa is erg rijk en woont in een herenhuis op het platteland. Ze heeft een zeer goede relatie haar vader, die trots is op haar paranormale gaven. Ze bevriend Dax en Mia in de loop van de serie, hoewel haar enigszins brutale aard haar vaak in conflict brengt met Gideon.
(Unleashed 1: A Life And Death Job gaat over Lisa.)

### Mia Cooper
Mia is de meest ervaren genezer die ooit bij de KOM Club kwam. Zij bezit een zeer zacht karakter alsook mededogen, en is vegetarisch. Ze bezit, vanaf het vierde deel, ook pyrokinetische krachten en wordt door haar Zwarte Obsidiaan armband iets agressiever. Ze is de beste vriend van Lisa, Dax en Gideon. Ze wordt erg ziek in het eerste deel, want ze absorbeert te veel pijn terwijl haar vrienden genazen. Maar ze is in staat om de pijn uit haar lichaam te bannen en te vernietigen. Ze is zich ervan bewust dat spook van haar houdt, maar deelt niet zijn gevoelens. Haar achternaam wordt niet genoemd in de serie, maar Sparkes heeft bevestigd dat die Cooper is.
(Unleashed 5: The Burning Beach gaat over Mia.)

### Spencer "Spook" Williams
Spook is de beste illusionist in de serie en is van mening dat hij een hoog opgeleide goochelaar is. Toch is hij niet geliefd door bijna alle andere KOM's. Hij lijkt aangetrokken te zijn tot Mia, en is goede vrienden met een collega-illusionist Darren Tyler. Hij is zeer wreed naar Dax en Gideon toe, die hij vaak beledigt. Hij heeft met name een hekel aan Dax, die door zijn vosseninstincten immuun is voor zijn kunsten.
(Unleashed 3: Trick Or Truth gaat over Spook.)

### Luke Reader
Luke is Gideons drielingbroer, en is vrijwel identiek aan hem, behalve het feit dat hij een bril draagt. Hij komt tot boek twee niet in het verhaal voor, en laat niet blijken in het bezit te zijn van bovennatuurlijke krachten, wanneer hij naar Tregarren wordt gebracht. Hij wordt daarom als vals beschouwd totdat hij de zee tegenhoudt om het leven van zijn collega's te redden. Hij is een telekineet zoals Gideon, maar blijkt grotere krachten te bezitten.
(Unleashed 2: Mind Over Matter gaat over Luke - en Gideon.)

### Catherine Reader
Catherine is Luke en Gideons drielingzus. Ze is geadopteerd en is in de Verenigde Staten opgegroeid waar ze van familie naar familie werd gestuurd. Daardoor is ze ietwat raar. Ze heeft het vermogen om de krachten van andere KOM's via lichamelijk contact te absorberen. Deze vaardigheid heet bruiklenen. Bij het gebruiken van haar gaven neemt ze ook wat van de levensenergie van de andere KOM´s waardoor die lusteloos raken. Ze is het beginsel antagonist van het tweede en het vierde boek.

## Andere personages

### Barry Blake
Een glamourist die de kracht heeft om uit het zicht te verdwijnen. Echter, deze kracht is niet erg handig bij het onopvallend maken van hem, omdat hij vrij onhandig is en grote amandelen heeft die leidt tot een piepende geluid wanneer hij inademt. Hij is een vriend van Dax en Gideon.

### Jessica Moorland
Een medium dat in het eerste deel berichten van overleden personen/geesten uitdeelt. Ze verliest haar krachten op het einde van de tweede deel, wanneer Catherine ze steelt.

### Jacob en Alex Teller
Broers die een telepathische band met elkaar hebben. Ze kunnen uitstekend andere mensen nadoen. Ze komen pas in beeld in het tweede deel.
(Unleashed 4: Speak Evil gaat over Alex en Jacob.)

### Darren Tyler
Een illusionist en vriend van spook Williams.

### Jennifer Troke
Jennifer bezit net als Barry het vermogen om verdwijnen. Echter, ze is er veel beter in, doordat ze minder onhandig is en ze rustig kan bewegen. Er wordt gemeld dat zij vaak door de ellebogen van andere studenten verschijnt en opmerkingen maakt over de boeken die zij lezen. Ze brengt Barry vaak in de problemen tijdens de lessen, maar is zelf bijna nooit in de problemen, vanwege haar vermogen om onschuldige blikken te trekken.

### Clive
Clive is zeer goede vriend van Dax, en weet veel van computers. Hij is de enige die (buiten de KOM's) weet dat Dax een veranderling is. Ze worden van elkaar gescheiden in het eerste deel wanneer Dax in Tregarren gaat wonen.

### Owen Hind
Hij is degene die Dax naar Tergarren brengt, hij is de mentor van Dax en ook een soort "vervang" vader. Owen Hind weet veel van het bos, en is daarom ook leerkracht in scouting. Maar dat is alleen maar een tijdelijk beroep, want hij is ook een militair.

### Tyrone Lewis
Tyrone Lewis is een personage dat pas in boek vier aan bod komt, hij heeft telekinetische krachten en hij is helemaal geen KOM! Het mysterie over zijn krachten wordt opgehelderd in MIGANIUM. Hij is ook de mentor van Gideon en Luke.

## Prijzen en nominaties
Genomineerd voor de Bolton Book Award en de Nederlandse Kinderboekenweek.